# マルティン・ハルリンクハウゼン
マルティン・ハルリンクハウゼン（Martin Harlinghausen、1902年1月17日 - 1986年3月22日）は、ドイツの空軍軍人。ドイツ国防軍及びドイツ連邦軍の空軍中将。
第二次世界大戦時のドイツ空軍の指揮官の一人であり、柏葉付騎士鉄十字章の受勲者の中の一人でもある。騎士鉄十字章とそれより上位の柏葉付騎士鉄十字章は戦場での卓越した行為や軍事上のリーダーシップを発揮した者に授与された。柏葉付騎士鉄十字章はハルリンクハウゼンに授与された当時は軍人に与えられる最高位の勲章であった。

## 初期の履歴
マルティン・ハルリンクハウゼンは1902年1月17日にヴェストファーレンのレーダで製造業ヴィルヘルム・ハルリンクハウゼンの息子として生まれた。4年間の初等学校の後にギュータースローのフマニスティシェス・ギムナジウム（Humanistisches Gymnasium）に入学した。ゾーストと東プロイセンのグンビンネンの高等学校を終え、1922年にアビトゥーアを取得し、その後に1学期の期間ゲッティンゲン大学で法哲学を学んだ。

## 軍歴
ハルリンクハウゼンは1923年4月1日にドイツ海軍に入隊し、軍務に就いたまま1933年10月にドイツ空軍に転籍した。1937年12月にコンドル軍団の対船舶攻撃部隊AS 88の指揮を任され、この種の航空兵器の専門家となった。

## 第二次世界大戦
第二次世界大戦の間にハルリンクハウゼンはパイロットとして活動し、1940年5月5日には10万GRTの連合国船舶を撃沈した功で騎士鉄十字章を授与された。1940年12月にイタリアへ送り込まれると更に2万7,000GRTの戦果を挙げ、1941年1月30日には騎士鉄十字章に柏葉を追加授与された。
1941年3月に大西洋航空兵指導官（Fliegerführer Atlantik）に任命され、1942年7月までこの地位にあった。この期間中にハルリンクハウゼンは戦艦ビスマルクの喪失を防げなかったドイツ空軍の失策に対する責任を負わされた。
1942年7月にハルリンクハウゼンはチュニジア航空兵指導官（Fliegerführer Tunesien）に任命されたが、上官との意見が合わず1943年6月18日に更迭された。1944年には正式な手続きを経ずにヴィルヘルム・ヴィマー（Wilhelm Wimmer）大将が逮捕された件でヘルマン・ゲーリングと対立したが、ヴィマーの釈放を要求することに成功した。
1944年12月に西方空軍司令官（Chef des Luftwaffenkommandos "West"）に任命され、終戦までこの地位にいた。その後アメリカ軍の捕虜となり1947年に釈放された。

## 大戦後
ハルリンクハウゼンは1957年から1961年まで西ドイツ空軍に奉職した。1961年の西ドイツ空軍F-84機による領空侵犯事件により第32戦闘爆撃航空団の指揮官ジークフリート・バルト中佐が正規の査問を経ずに更迭された後、これの実施を要求したことでハルリンクハウゼンは政治的に厄介な状況の中に立たされて退役に追い込まれた。
ハルリンクハウゼンは1986年3月にギュータースローで死去した。

## 受勲
- Medalla de la Campaña de España
- ダイアモンド付スペイン十字章金章
- ダイアモンド付パイロット兼観測員章 金章
- 鉄十字章（1939）
  - 2級（1940年1月30日）[4]
  - 1級（1940年2月3日）[4][5]
- 戦傷章（1939年） 黒章
- 柏葉剣付騎士鉄十字章
  - 騎士鉄十字章（1940年5月4日）：第X航空軍団の参謀長で参謀の少佐として[6]
  - 柏葉 第8号（1941年1月30日）：第X航空軍団の参謀長で参謀の中佐として[6]
- 「アフリカ」カフバンド
- 国防軍軍報（Wehrmachtbericht）での言及（1940年11月3日）
- ドイツ連邦共和国功労勲章

### 国防軍軍報からの引用
| 日付                 | 国防軍軍報のオリジナル原稿 | 和訳（英訳から転訳） |
| -------------------- | --- | --- |
| 1940年11月3日 日曜日 | An der britischen Ostküste versenkte ein Kampfflugzeug ein Handelsschiff von 6000 BRT. Damit hat der Kommandant dieses Flugzeuges, Major i. G. Harlinghausen, sein 20. Handelsschiff und mit ihm eine Gesamttonnage von über 100 000 BRT vernichtet. | 軍用機がイギリス東部沿岸で6000 GRTの商船を撃沈した。この機の指揮官は参謀で少佐のハルリンクハウゼンである。この戦果は彼にとって20隻目に当り、総撃沈トン数は10万GRTとなった。 |

## 参照
出典
1. ↑  Alman 1998, p. 121.
2. ↑  Martin Harlinghausen
3. 1 2  STRAUSS-BEFEHL: Bier-Order 61 （ドイツ語） Der Spiegel, published: 9 May 1962, accessed: 30 November 2010
4. 1 2  Thomas 1997, p. 246.
5. ↑  Alman 1998, p. 123.
6. 1 2  Scherzer 2007, p. 366.
7. ↑  Die Wehrmachtberichte 1939–1945 Band 1, p. 348.

参考文献
- Alman, Karl (1998). Ritterkreuzträger des Afrikakorps (in German). Rastatt, Germany: VPM Verlagsunion Pabel Moewig. ISBN 3-8118-1457-5.
- Fellgiebel, Walther-Peer (2000). Die Träger des Ritterkreuzes des Eisernen Kreuzes 1939-1945 (in German). Friedburg, Germany: Podzun-Pallas. ISBN 3-7909-0284-5.
- Jackson, Robert (2002). The Bismarck. Weapons of War: London. ISBN 1-86227-173-9.
- Kaiser, Jochen (2010). Die Ritterkreuzträger der Kampfflieger—Band 1 (in German and English). Bad Zwischenahn, Germany: Luftfahrtverlag-Start. ISBN 978-3-941437-07-4.
- Scherzer, Veit (2007). Ritterkreuzträger 1939 - 1945 Die Inhaber des Ritterkreuzes des Eisernen Kreuzes 1939 von Heer, Luftwaffe, Kriegsmarine, Waffen-SS, Volkssturm sowie mit Deutschland verbündeter Streitkräfte nach den Unterlagen des Bundesarchives (in German). Jena, Germany: Scherzers Miltaer-Verlag. ISBN 978-3-938845-17-2.
- Thomas, Franz (1997). Die Eichenlaubträger 1939–1945 Band 1: A–K (in German). Osnabrück, Germany: Biblio-Verlag. ISBN 3-7648-2299-6.
- Die Wehrmachtberichte 1939–1945 Band 1, 1. September 1939 bis 31. Dezember 1941 (in German). Munich: Deutscher Taschenbuch Verlag GmbH & Co. KG, 1985. ISBN 3-423-05944-3.